# 안드레아 폰 합스부르크로트링겐
안드레아 폰 합스부르크로트링겐(독일어: Andrea von Habsburg-Lothringen, 1953년 5월 30일 ~ )는 오토 폰 합스부르크와 레기나 폰 작센마이닝겐의 장녀이다.